# Gary Formato
Gary Formato (ur. 19 listopada 1974 roku w Johannesburgu) – południowoafrykański kierowca wyścigowy.

## Kariera
Formato rozpoczął karierę w wyścigach samochodowych w 1995 roku od startów w Formule 3000. Jednak w żadnym z ośmiu wyścigów, w których wystartował, nie zdobywał punktów. Został sklasyfikowany na 27. miejscu w klasyfikacji generalnej. W późniejszych latach pojawiał się także w stawce International Sports Racing Series, Sports Racing World Cup, 24-godzinnego wyścigu Le Mans, American Le Mans Series, South African Touring Car Championship, FIA Sportscar Championship, Wesbank Samcar Series oraz Wesbank V8 Championship.